# Musée national de l'esclavage de Luanda
Pour les articles homonymes, voir Musée national de l'esclavage.
Le musée national de l'esclavage (Museu nacional da escravatura) est un musée angolais, fondé en 1977, au sud de Luanda, le long de la côte, sur une colline surplombant la mer. Cette maison blanche a été construite sur l'emplacement où les esclaves africains étaient détenus avant d'être déportés vers les Amériques.
Il est dédié à la mémoire de l'esclavage sur la côte angolaise. C'est l'un des musées du pays les plus fréquentés par les touristes.

## Galerie

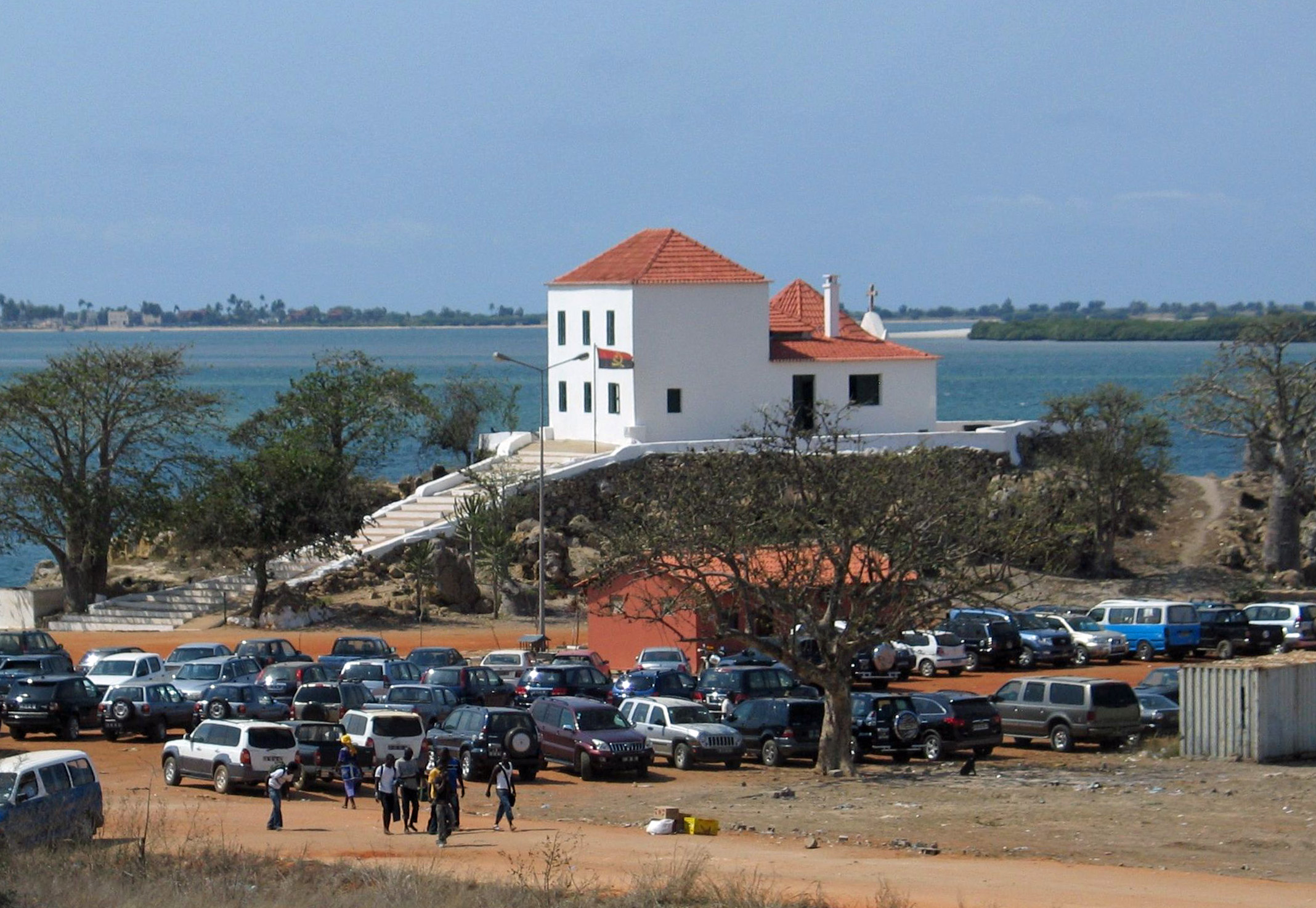
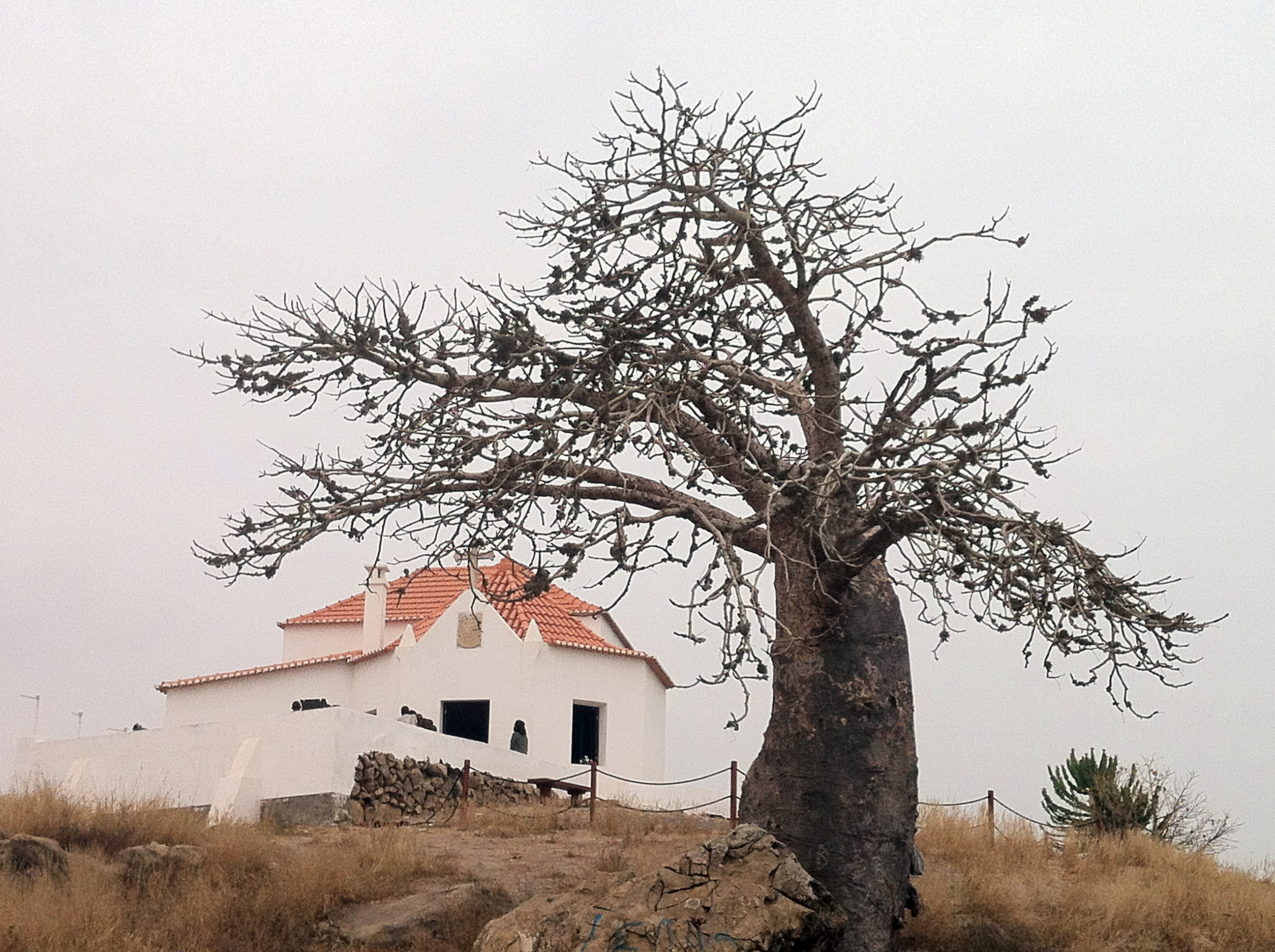